# Maryland River
Der Maryland River ist ein Fluss im Nordosten des australischen Bundesstaates New South Wales.

## Geographie
Der Fluss entspringt vier Kilometer nördlich der Siedlung Maryland in der McPherson Range und rund 15 Kilometer nordöstlich von Stanthorpe (Queensland). Er fließt zunächst nach Nordosten am Gebirge entlang. Bei Cullendore wendet er seinen Lauf nach Südosten, wo er nordwestlich von Rivertree zusammen mit dem Boonoo Boonoo River den Clarence River bildet.
In seinem Oberlauf passiert er den Maryland-Nationalpark, der ebenfalls in der McPherson Range liegt.

### Nebenflüsse mit Mündungshöhen
Der Fluss hat folgende Nebenflüsse:
- Ruby Creek – 780 m
- Herding Yard Creek – 753 m
- Five Mile Creek – 733 m
- Wylie Creek – 645 m
- Cullendore Creek – 509 m
- Billys Creek – 356 m